# Liste der Naturdenkmäler im Bezirk Kitzbühel
Die Liste der Naturdenkmäler im Bezirk Kitzbühel listet alle als Naturdenkmal ausgewiesenen Objekte im Bezirk Kitzbühel im Bundesland Tirol auf. Unter den 11 Naturdenkmälern befinden sich insbesondere Einzelbäume, wobei vor allem Eichen, Linden und Ahorne unter Schutz gestellt wurden. Zudem besteht eine geschützte Baumgruppe und ein Hochmoor. Die erste Unterschutzstellung der noch gelisteten Naturdenkmäler erfolgte im Jahr 1930, die letzte im Jahr 2024.

## Naturdenkmäler
| Foto |                 | Name                                                                   | ID      | Standort                                                                                    | Beschreibung | Fläche | Datum |
| ---- | --------------- | ---------------------------------------------------------------------- | ------- | ------------------------------------------------------------------------------------------- | --- | ------ | ----- |
| 1    | Datei hochladen | Eiche im Ortsgebiet Elsbethen                                          | ND_4_16 | Hopfgarten im Brixental, Elsbethen 96 KG: Hopfgarten Land GrStNr: 4185/14, 4185/48 Standort | Die doppelstämmige Stieleiche am Rand von Elsbethen wird auf ein Alter von rund 100 Jahren geschätzt. Sie ist 23 Meter hoch mit einem Kronendurchmesser von 15 Metern. |        | 1996  |
| 1    | Datei hochladen | Linde beim Schwerterbauern                                             | ND_4_21 | Jochberg, Schwerterweg 20 KG: Jochberg GrStNr: 363 Standort                                 | |        | 2003  |
| 1    | Datei hochladen | Kastanienbaum bei der Katharinenkirche                                 | ND_4_23 | Kitzbühel KG: Kitzbühel Stadt GrStNr: 574/3 Standort                                        | Der Kastanienbaum bei der Katharinenkirche ist ein prägendes Landschaftselement in der Kitzbüheler Innenstadt. Er wies zum Zeitpunkt der Unterschutzstellung ein Alter von rund 130 Jahren und einen Stammumfang von über 3 m auf. |        | 2015  |
| 1    | Datei hochladen | Sommerlinde unmittelbar angrenzend zur Einsiedeleikapelle in Kitzbühel | ND_4_24 | Kitzbühel KG: Kitzbühel Stadt GrStNr: 538/1 Standort                                        | Die Sommerlinde steht direkt neben der Einsiedeleikapelle auf einer Seehöhe von rund 1101 m und ist aufgrund ihrer Lage und Größe von weitem zu sehen. Sie wies zum Zeitpunkt der Unterschutzstellung eine Höhe von rund 34 m, einen Kronendurchmesser von rund 15 m und einen Stammumfang einen Meter über dem Grund von 3,7 m auf.                                                                                                 |        | 2024  |
| 0 BW | Datei hochladen | Baumgruppe beim Schloss Lebenberg                                      | ND_4_08 | Kitzbühel KG: Kitzbühel Land Standort                                                       | Die 1963 unter Schutz gestellte Baumgruppe umfasste ursprünglich Ulme, Eiche und mehrere Ahorne unterhalb des Schlosses Lebenberg. Von der Baumgruppe sind jedoch nur noch wenige Bäume erhalten. Der Bergahorn weist eine dicke Stammbasis auf, die sich in rund zwei Meter Höhe in vier ausladende Hauptstämme verzweigt. Unterhalb des Bergahorns wachsen zwei Stieleichen, wobei eine der Eichen einen doppelten Stamm aufweist. |        | 1963  |
| 1    | Datei hochladen | Fichte Gschwand-Baum                                                   | ND_4_22 | Kitzbühel KG: Kitzbühel Land GrStNr: 30 Standort                                            | Die geschützte Fichte befindet sich in rund 1300 m ü. A. inmitten eines Waldes. |        | 2003  |
| 1    | Datei hochladen | Hochmoor am Lutzenberg nördlich des Schwarzsees                        | ND_4_09 | Kitzbühel KG: Kitzbühel Land GrStNr: 3356/1, 3357 Standort                                  | Das rund drei Hektar große Hochmoor am Lutzenberg ist ein gewölbtes Hochmoor mit Moorbirken-Bestand. Es ist im Westen von einer Wiese und an den anderen Seiten von Fichtenwald umgeben, östlich davon befinden sich Reste eines alten Torfstiches mit einem Tümpel. In einigen Gräben des Moores wachsen Rohrkolben, im Unterwuchs vor allem Heidekraut, Heidelbeere, Moosbeere, verschiedene Seggen und Torfmoose.                 |        | 1973  |
| 1    | Datei hochladen | Veitheneiche oberhalb von Münichau                                     | ND_4_17 | Reith bei Kitzbühel KG: Reith GrStNr: 402/1 Standort                                        | Die weithin sichtbare Stieleiche befindet sich alleinstehend auf einer Weide oberhalb von Münichau. Sie weist ein Alter von rund 250 Jahren sowie eine regelmäßig gewachsene Krone auf und erreicht eine Höhe von 25 Meter. In einer Höhe von 1,5 Meter wurde ein Stammumfang von rund 5 Meter gemessen. |        | 1997  |
| 1    | Datei hochladen | Linde vor dem Rautner Wirtshaus                                        | ND_4_05 | Going am Wilden Kaiser, Dorfstraße 36 KG: Going GrStNr: 64/5 Standort                       | Die Winterlinde am Rautner Wirtshaus besitzt einen Stammumfang von rund fünf Meter und ist mehrfach verzweigt. |        | 1933  |
| 1    | Datei hochladen | Eiche im Ortsteil Bärnstetten                                          | ND_4_19 | St. Johann in Tirol KG: St. Johann in Tirol Standort                                        | |        | 1999  |
| 1    | Datei hochladen | Eiche                                                                  | ND_4_14 | Westendorf, Holzham 109 KG: Westendorf Standort                                             | Die Stieleiche befindet sich neben dem Freihof im Ortsteil Holzham in 770 m ü. A. |        | 1930  |

## Ehemalige Naturdenkmäler
| Foto |                 | Name                                | ID       | Standort                                                            | Beschreibung | Fläche | Datum |
| ---- | --------------- | ----------------------------------- | -------- | ------------------------------------------------------------------- | --- | ------ | ----- |
| 0 BW | Datei hochladen | Ahorn in Hinterkaiser               | NDW_4_15 | St. Johann in Tirol KG: St. Johann in Tirol GrStNr: 3265/1 Standort | Der Bergahornbaum am Hinterkaiserweg befindet sich westlich vom Gasthaus Rummlerhof und ist rund 30 Meter hoch. Die Ausweisung als Naturdenkmal wurde widerrufen. |        | 1993  |
| 1    | Datei hochladen | Ahornbaum                           | NDW_4_11 | St. Ulrich am Pillersee KG: St. Ulrich GrStNr: 442 Standort         | Der geschützte Bergahornbaum befindet sich an der Bundesstraße zwischen St. Jakob im Haus und St. Ulrich am Pillersee. Der rund 25 Meter hohe Baum ist ab einer Höhe von rund drei Metern stark verzweigt, bildet eine weit ausladende Krone und einen Stammumfang von über 5 Meter in Brusthöhe auf. Die Erklärung zum Naturdenkmal wurde 2017 widerrufen. |        | 1983  |
| 1    | Datei hochladen | Wacholderbaum neben dem Grieselbach | NDW_4_20 | St. Ulrich am Pillersee KG: St. Ulrich GrStNr: 982/3 Standort       | Der 7,5 Meter hohe Wacholderbaum hat in 1,2 Metern Höhe einen Stammumfang von 68 Zentimetern. Die Erklärung zum Naturdenkmal wurde 2009 widerrufen. |        | 2007  |
| 1    | Datei hochladen | Esche im Ortsteil Au                | NDW_4_18 | Westendorf, Au 28 KG: Westendorf GrStNr: 1309/2 Standort            | Das Alter der geschützten Esche, die sich im Ortsteil Au neben dem Haus Nr. 29 befindet, wird auf rund 300 bis 400 Jahre geschätzt. Sie besitzt einen Stammumfang von rund 5 Meter, wobei der Stamm mehrfach verzweigt ist. Einige der Hauptäste der Esche sind bereits abgestorben. Die Erklärung zum Naturdenkmal wurde 2012 widerrufen.                  |        | 1997  |

| Foto:                    | Fotografie des Naturdenkmals. Klicken des Fotos erzeugt eine vergrößerte Ansicht. Daneben finden sich zwei Symbole: \| Weitere Bilder vorhanden \| Das Symbol bedeutet, dass weitere Fotos des Objekts verfügbar sind. Durch Klicken des Symbols werden sie angezeigt. \| \| Eigenes Foto hochladen \| Durch Klicken des Symbols können weitere Fotos des Objekts in das Medienarchiv Wikimedia Commons hochgeladen werden. \| |
| Name:                    | Bezeichnung des Naturdenkmals laut offiziellen Quellen |
| ID                       | Identifikator |
| Standort:                | Es ist die Gemeinde und falls vorhanden die Adresse angegeben. Darunter sind die Katastralgemeinde (KG) und die Grundstücksnummer angeführt. Durch Aufruf des Links Standort wird die Lage des Denkmals in verschiedenen Kartenprojekten angezeigt. |
| Beschreibung             | Kurze Beschreibung des Naturdenkmals |
| Fläche                   | Fläche des Naturdenkmals in Hektar (ha) |
| Datum                    | Datum oder Jahr der Unterschutzstellung |
| Weitere Bilder vorhanden | Das Symbol bedeutet, dass weitere Fotos des Objekts verfügbar sind. Durch Klicken des Symbols werden sie angezeigt. |
| Eigenes Foto hochladen   | Durch Klicken des Symbols können weitere Fotos des Objekts in das Medienarchiv Wikimedia Commons hochgeladen werden. |